# 日勤教育
日勤教育（にっきんきょういく）は、JR各社（旧日本国有鉄道（国鉄））や一部の私鉄における社内教育制度の俗称である。不適切な教育制度であるとの指摘もある。
「日勤教育」と呼称される由来は、事故やミスを起こした乗務員の勤務形態を日勤勤務に変更した上で再教育を実施しているためで、航空・鉄道事故調査委員会の調査報告書や新聞報道などでも用いられている。
本記事では、JR福知山線脱線事故との因果関係が指摘され、特に問題視された西日本旅客鉄道株式会社（JR西日本）の事例を中心に解説する。

## 概要
本来の再教育は事故等の再発防止を目的として行われるものであるが、実際には除草や社内清掃といった業務指示が行われており、航空・鉄道事故調査委員会がJR西日本に対して実施したヒアリング調査では「再教育の趣旨・目的が教育対象者にとって不明瞭になっていた可能性がある」と報告されている。
日勤教育は乗務員が所属する運転区や電車区の区長の裁量で行われており、対象となるミスの基準や教育内容は明確ではなかった。実際に日勤教育を受けた運転士は、電車の運転席から撮影した映像が流れるモニターを見ながら延々と信号の指さし確認をさせられたり、草むしりをさせられたと証言している。
また、大野英士はこれら以外にも、事故の直接的原因と関係ないレポートや作文、就業規則の書き写し、車両・トイレ清掃、ホームの先端に立たせ発着する列車の乗務員に「おつかれさまです。気を付けてください」など声かけさせる、アスファルトの照り返しが47度に達する炎天下で1メートル四方の枠を書かせて枠から出させない、複数の管理者に取り囲まれて暴言を浴びせられるといった事例を指摘している。
こうした再教育について、JR西日本は「再教育を受けて立派な乗務員になった例もある」と主張したが、実態としては個人の責任を追及する懲罰的要素が強く、再教育を避けたい精神的重圧から新たな事故を誘発する悪循環となっていた。2005年（平成17年）に発生したJR福知山線脱線事故において、航空・鉄道事故調査委員会が事故原因として懲罰的な日勤教育の存在を指摘したこともあり、その後同社においては内容の見直しが行われ実施件数も減少している（#JR福知山線脱線事故を受けた見直し）。

## 経緯
日勤教育のルーツは、国鉄が民営化に反対する国鉄労働組合（国労）組合員を、「人材活用センター」（通称「人活センター」）、「要員機動センター」に送り込んだことに始まるとされている。しかし、その実態は草むしりなどの雑用をさせ、「国労を脱退」か「辞職」かの二者択一を迫る、「人材活用」とは程遠いものだったという。当時、社会党議員団が立ち入り調査を求めたが、国鉄側は「『人活センターでは非人間的ないじめが日常化している』というプロパガンダと表裏一体をなす動きである」として拒否し、自民党（当時の中曽根康弘政権）も国鉄を支持した。
JR西日本労働組合（JR西労）は、日勤教育の背景には労使対決があり所属組合によって期間や内容に差があったと主張しており、評論家の屋山太郎は「日勤教育で労組を押さえつける側面もあった」と指摘している。

### JR福知山線脱線事故を受けた見直し
2005年（平成17年）に発生したJR福知山線脱線事故では、事故を起こし死亡した運転士が過去に日勤教育を受けていた。運転士は当日事故前に伊丹駅で72mのオーバーランを起こしたが、2回目の日勤教育を恐れて車掌にオーバーラン距離を短く報告するよう要請していた。
2007年（平成19年）2月1日に開かれた国土交通省航空・鉄道事故調査委員会の意見聴取会において、JR西日本副社長の丸尾和明は「日勤教育が事故原因と結びつけるのは不適当」と日勤教育の有益性を主張したが、同委員会が6月28日に公表した最終報告書では事故原因について「事故を起こした運転士がミスによる日勤教育を懸念しながら運転していたため、注意がそれて事故に至った可能性が高い」とし、車掌が輸送指令に報告する無線の内容に気を取られるあまりブレーキ操作が遅れたことに言及した。
同報告書において日勤教育は「精神論的な教育に偏らず、再教育にふさわしい事故防止に効果的なものとするべき」とされたこともあり、JR西日本では再教育を運転シミュレーターや添乗指導といった実践的内容に改め、期間についても最長7日に短縮するなど全面的に見直しを実施。教育内容の決定権者は区長ではなく元運転士らで構成する「指導監」に変更した。
また、オーバーランや遅延など直接事故に繋がらないミスについては懲戒処分の対象から外すなどした結果、同社における日勤教育の件数は事故前の2004年（平成16年）の608件から2013年（平成25年）は184件へと減少した。

### 見直し後の経過
2009年（平成21年）5月、JR西日本所属の運転士3人が日勤教育で不当な扱いを受けたとして同社などを訴えた裁判で、大阪高等裁判所は原告のうち運転士や車両管理係（森ノ宮電車区所属）の2名に対し90万円の支払いを命じる判決を言い渡した。JR西日本は判決を不服として上告したが、最高裁判所は2010年3月11日、JR西日本の上告を退ける決定をし、原告2名への賠償を命じた大阪高裁判決が確定した。
2011年（平成23年）7月27日、1996年からの10年間に日勤教育を受けたJR西日本の運転士と車掌の計258人が日勤教育は違法と提訴した裁判で、大阪地方裁判所は退職強要のほか草むしりやトイレ掃除などが課された61人の日勤教育について「裁量権の逸脱、乱用があった」として違法と認定し、JR西日本に計620万円の支払いを命じた。その後、大阪高等裁判所において2012年（平成24年）9月6日、JR西日本が原告に解決金800万円を支払う内容で和解が成立した。
西日本旅客鉄道労働組合（JR西労組）が、先述した日勤教育の見直しが行われた後の2014年（平成26年）秋に組合員を対象に実施したアンケート調査では、ヒューマンエラーの再教育について「原因究明が重視されているが、責任を追及する風潮もある」が27.1%、「原因究明より責任追及が重視されている」が6.4%と、全体の約3割が個人の責任追及を実感する回答を行なっている。
また、同社では2015年（平成27年）に山陽新幹線で発生した部品落下事故を機に、トンネルの中央通路に待避した状態で営業車両が時速300kmで頭上を通過することを体感させる研修を開始した。参加した社員が恐怖や危険性を訴え中止を求めても会社側は「研修は有効」として継続していたが、2018年（平成30年）10月16日に国土交通大臣の石井啓一が有効性を疑問視する発言をしたところ、10月24日に同社は研修の見直しを発表した。なお、見直しについて同社では危険性や大臣発言の影響は否定し、立ち入り手続きと安全確認の手間を理由としている。

### JR西日本以外の事例
日勤教育は先述したようにJR各社の社内教育で行われており、JR西日本以外でも問題視される事例が発生している。
2013年（平成25年）、JR東海で社員の自殺が発生した。自殺した社員は以前に遅刻した際、一週間にわたって勤務を外された上、定時より一時間前に出勤するように命じられていたところを20分前に出勤したため、上司から「出勤遅延未遂」と指摘され、行動記録を提出するよう求められていた。

## 映像化
- ナショナルジオグラフィックチャンネル - 2013年2月11日放送の「衝撃の瞬間6 第6話」『福知山線脱線事故〜RUNAWAY TRAIN〜』で、一部ながら再現で日勤教育の様子が放送された。